# Ganz der Papa
Ganz der Papa ist ein deutscher Fernsehfilm aus dem Jahr 2012. Die Filmkomödie wurde vom 18. Mai bis 30. Juni 2010 in München und Umgebung gedreht. Die Erstausstrahlung des Films erfolgte am 13. April 2012 in der ARD. Dabei wurde er von 4,16 Mio. Zuschauern gesehen, was einem Marktanteil von etwa 13,8 Prozent entsprach.

## Handlung
Der ehemalige Profifußballer Alex Brehm ist Witwer. Seit dem Tod seiner Frau, muss er sich als alleinerziehender Vater um seine Tochter Charlie kümmern und auf sie aufpassen. Das Mädchen leidet stark unter dem Verlust der Mutter und findet nur dann Ablenkung von ihrem Schmerz, wenn sie ihrem Lieblingssport, dem Fußball, nachgeht. Auch für Alex ist der Tod seiner Frau nur schwer fassbar. Als Charlie einige Zeit später wegen gesundheitlicher Probleme untersucht wird, wobei auch eine Blutanalyse anfällt, stellt sich heraus, dass sie weder Alex’ leibliches Kind sein kann noch das seiner verstorbenen Frau. Er kann sich das nur so erklären, dass seine Tochter nach der Geburt vertauscht worden ist.
Alex forscht nach, welches andere Mädchen am selben Tag im selben Krankenhaus geboren wurde und findet Paula. Sie ist die Tochter der geschiedenen Klavierlehrerin Sophie Schönemann. Unter einem fadenscheinigen Vorwand nimmt Alex Kontakt zu Mutter und Tochter auf und stellt sich dabei so tollpatschig an, dass er das gesamte Apartment der beiden unter Wasser setzt. Da er schuld an dem Malheur ist, bietet er Mutter und Tochter an während der Renovierungsarbeiten bei ihm zu wohnen. Nachdem Charlie anfangs überhaupt nicht damit einverstanden ist, überwindet sie ihre Eifersucht auf Paula und freundet sich mit ihr an. Auch zwischen Sophie und Alex bahnen sich große Gefühle an. Er muss ihr nur noch beichten, warum er ihre Nähe gesucht hat.

## Kritiken
„Routinierte (Fernseh-)Komödie mit nachdenklichen Untertönen, die Fragen nach leiblicher und sozialer Elternschaft anspricht.“

„Ganz charmant, aber ohne große Überraschungen. Fazit: Harmlos-herzig – und arg vorhersehbar“

„Ein spaßiger Familienreigen mit dem gut aufgelegten ehemaligen Frankfurter „Tatort“-Ermittler Jörg Schüttauf als alleinerziehender Vater, der eines Tages bemerkt, dass seine Tochter nicht seine Tochter sein kann. Anders als etwa in dem Drama „Im falschen Leben“, in dem zwei Mütter ins Seelenchaos stürzen, verarbeitet Regisseur Matthias Steurer […] die Thematik Kindertausch mit komödiantischen Elementen. Das ist zwar oft vorhersehbar, unterhaltsam ist es trotzdem.“